# Национални одбор за рецензију филмова
Национални одбор за рецензију филмова (енгл. National Board of Review of Motion Pictures) америчка је непрофитна организација са седиштем у Њујорку. Његове награде, које се објављују почетком децембра, сматрају се предзнаком сезоне филмских награда која кулминира доделом Оскара.

## Награде
- Награда Националног одбора критичара за најбољег глумца
- Награда националног филмског савеза САД за најбољу женску улогу
- Награда Националног одбора критичара за најбољег споредног глумца
- Награда Националног одбора критичара за најбољу споредну глумицу